# Cretoxyrhina
Cretoxyrhina – wymarły rodzaj ryby chrzęstnoszkieletowej żyjący w późnej kredzie.

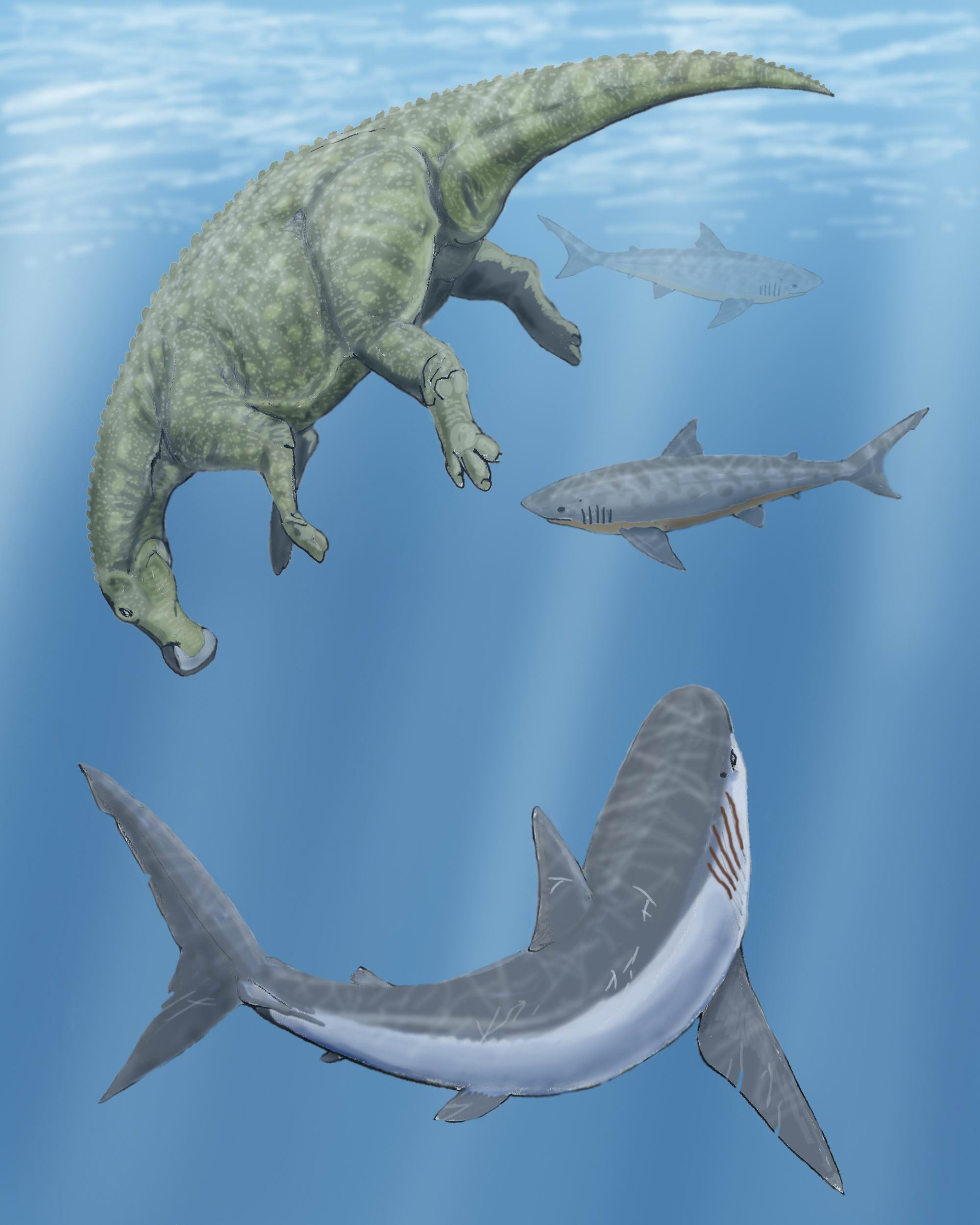
Cretoxyrhina mantelli i dwa rekiny Squalicorax wokół martwego dinozaura Claosaurus

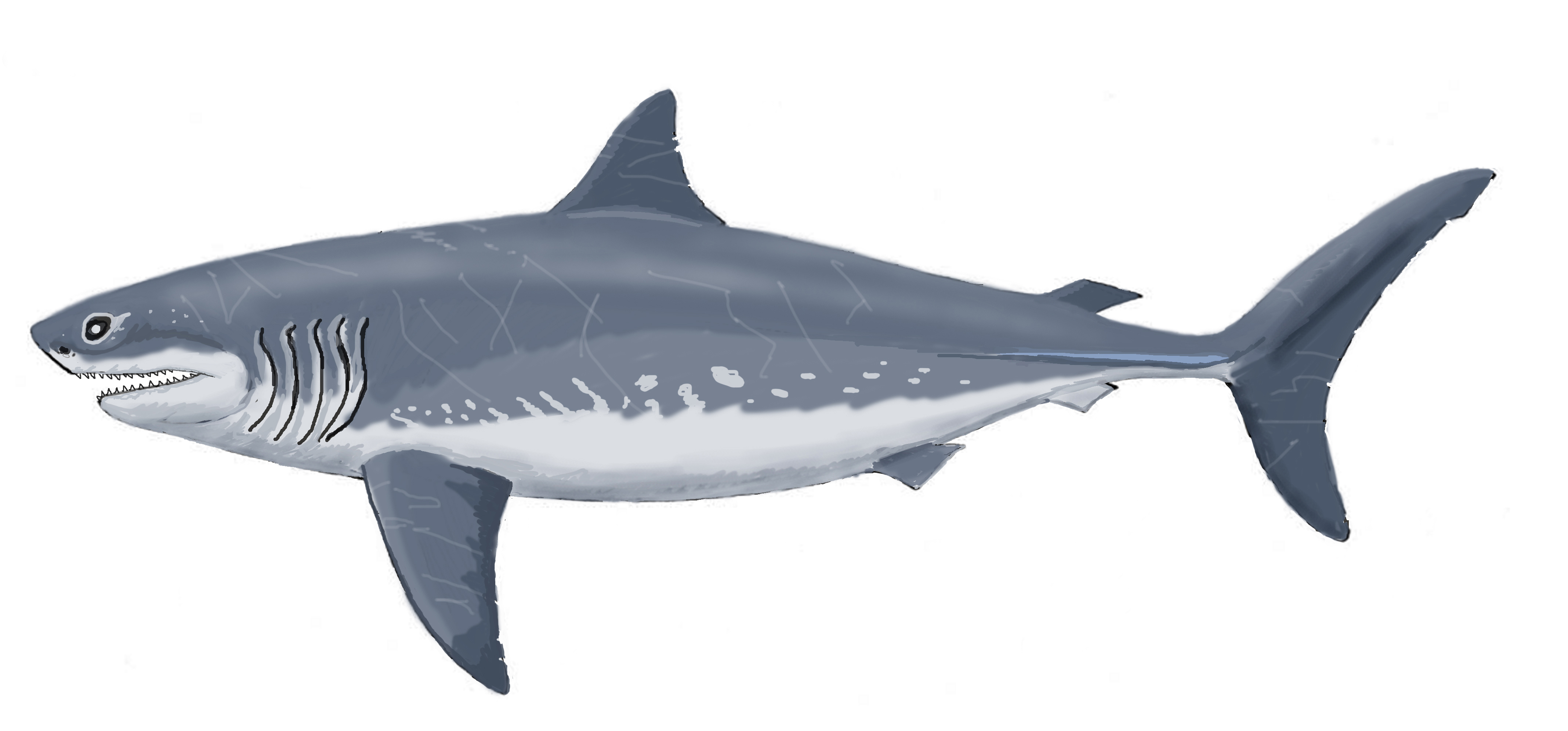
Rekonstrukcja sylwetki

## Budowa
Z powodu chrzęstnej budowy szkieletu zachowało się niewiele szkieletów przedstawicieli tego taksonu i jest on znany głównie ze skamieniałości w postaci zębów. Korona zęba jest szeroka, trójkątna, z ostrymi, nieząbkowanymi krawędziami i ostro zakończonym wierzchołkiem. Szacuje się, że dochodził do 7 m długości.

## Zasięg wiekowy
Cenoman - kampan

## Występowanie
Rodzaj kosmopolityczny, znany z całego świata.

## Tryb życia
Morski, pelagiczny drapieżnik, polował na gady morskie i duże ryby. Był jednym z największych drapieżników kredy wśród ryb.

## Gatunki
Cretoxyrhina mantelli